# Stazione di Niiza
La stazione di Niiza (新座駅?, Niiza-eki) è una stazione ferroviaria situata della città di Niiza nella prefettura di Saitama, ed è servita dalla linea Musashino della JR East.

## Servizi ferroviari
East Japan Railway Company
■ Linea Musashino

## Struttura
La stazione è dotata di due marciapiedi laterali serventi due binari su viadotto. 
| 1 | ■ Linea Musashino | per Nishi-Kokubunji e Fuchū-Hommachi              |
| 2 | ■ Linea Musashino | per Musashi-Urawa, Shin-Matsudo e Nishi-Funabashi |

## Stazioni adiacenti
| «                  | Servizio        | »               |
| Linea Musashino    | Linea Musashino | Linea Musashino |
| ------------------ | --------------- | --------------- |
| Higashi-Tokorozawa | Locale          | Kita-Asaka      |